# Rødbrystet tukan
Rødbrystet tukan (Ramphastos dicolorus) er en fugl i familien tukaner i ordenen spættefugle. Den lever i det østlige Sydamerika.